# American Dragon
American Dragon ist eine Zeichentrickserie der Walt Disney Company, die in Deutschland auf Toon Disney, SRF zwei, Super RTL, ORF 1 und seit Oktober 2009 auf Disney XD ausgestrahlt wird.

## Handlung
Jake erfährt von seinem Großvater, dass er zu einer Dynastie von Drachen gehört. Er allerdings ist der erste „American Dragon“, was nicht gerade einfach ist. Aufgabe der Drachen ist es, alle Zauber- und Fabelwesen, die versteckt in der Menschenwelt leben, zu beschützen. Um ein richtiger Drache zu werden, muss Jake von seinem Drachen-Meister, seinem Großvater, viel lernen. Allerdings muss Jake erkennen, dass das Leben eines Drachen sehr viele Probleme und Verantwortung mit sich zieht. Jake wird zudem vom „Jägerclan“ verfolgt, einer Organisation, welche sich gegen magische Wesen stellt. In den meisten Folgen jedoch geht es darum, dass der „American Dragon“ es schafft, die Welt zu retten.

## Charaktere

### Hauptcharaktere
Jacob „Jake“ Long/Der American Dragon
Jake ist der Held der Serie und ein 13-jähriger Jugendlicher. Er trägt eine rote Jacke und blaue Shorts. Er wirkt wie jeder durchschnittliche Mensch. Von seiner Mutter hat er das chinesische Aussehen geerbt. Er liest Comics, spielt Videospiele, fährt Skateboard und verbringt viel Zeit mit seinen besten Freunden Spud und Trixie. Aber er hat vor seinem eigenen Vater ein großes Geheimnis: Er kann sich in einen roten Drachen verwandeln.
Sein Großvater bildet ihn in der Drachenkunst aus. Denn Jake Long ist der erste American Dragon. Das heißt, dass Jake der erste Mensch mit Drachenfähigkeiten ist, der in Amerika geboren wurde. Es gibt auf der ganzen Welt Drachen, nahezu für jedes Land.
Jake Long muss nicht nur magische Kreaturen beschützen, sondern auch die Alltagsprobleme eines Jugendlichen unter einen Hut bringen. Er ist verliebt in seine Mitschülerin Rose, ist aber zu schüchtern, um es ihr zu gestehen. Bald erfährt Jake, dass sie das „Jägergirl“ ist. Doch im Laufe der zweiten Staffel werden Rose und Jake ein Liebespaar.
Long (龍 altchinesisch, 龙 neuchinesisch) ist das chinesische Wort für Drache.
Luong Lao Shi
Jakes (und Haleys) Großvater mütterlicherseits, Luong Lao Shi, ist gebürtiger Chinese. Er ist in der Lage, sich in einen blauen, chinesischen Drachen zu verwandeln. Er war der Beschützer der magischen Kreaturen Chinas und ist Mitglied des Weltdrachenrats. Sein bester Freund Fu Dog lebt mit ihm zusammen. Er ist aus China ausgewandert, um seinem Enkel die Drachenkunst zu lehren. Seine Trainingsmethoden für Jake Long sind etwas eigenartig:  z. B. den Boden mit dem Drachenschwanz fegen oder sogar die schmutzige Toilette mit Hilfe seiner Drachenzunge säubern. Lao Shis Identität ist dem Großen Jäger bekannt. Wenn er seinem Enkel nicht gerade die Drachenkunst lehrt, so betreibt er ein Elektrofachgeschäft. Dieses hat (wie in Staffel zwei zu sehen ist) die numerische Adresse 10048, was ursprünglich der Postcode des World Trade Centers war. Dies sollte eine Erinnerung an die Terroranschläge des 11. Septembers 2001 sein.
Lao Shi (老師 altchinesisch, 老师 neuchinesisch) ist das chinesische Wort für Lehrer. Aber 老 kann auch den Respekt vor einer älteren, weisen Person verdeutlichen, dann wäre Shi eine Art Titel für Jakes Großvater.
Fu Dog
Der 600 Jahre alte Shar Pei, der mit Jake Longs Großvater in dessen Laden wohnt. Er ist schon seit Jahren mit Jakes Großvater befreundet. Er steht Jake zur Seite, wenn es Probleme gibt, verursacht aber auch manche. Seine Wettlust und sein dadurch wachsender Schuldenberg wird ihm manchmal zum Verhängnis. Er führt oft Selbstgespräche, wenn er nervös ist. Fu Dog hat außerdem ziemlich komische Freunde, wie den Sensenmann Marvie.
Arthur „Spud“ P. Spudinski
Jakes Mitschüler und bester Freund Arthur P. Spudinski wird von den meisten nur Spud genannt. Er ist zwar oft ein wenig langsam und bekommt Dinge nicht richtig mit, dafür hat er aber ein sehr gutes Herz und kommt meist unabsichtlich auf sehr gute Ideen. Er hegt ein klein wenig Gefühle für Trixie. Erst in der zweiten Staffel wird deutlich, dass er sehr gut mit Computern und anderen technischen Geräten umgehen kann. Zu Beginn wissen er und Trixie nicht, dass Jake ein Drache ist, aber als sie es herausfinden, tun sie alles in ihrer Macht Stehende, um ihm zu helfen. In der Serie gibt es einige Andeutungen, dass auch Spud einen magischen Familienhintergrund haben könnte.
Das Wort Spud wird umgangssprachlich für Kartoffeln verwendet.
Trixie Carter
Trixie ist wie Jake 13 Jahre alt und geht mit ihm auf die Millard Fillmore Middle School. Ihre Hobbys sind Skateboardfahren, Musik und Mode. Neben ihrem Temperament erscheint sie oft vorlaut und versucht ihre Freunde zu beschützen. Jakes Schwärmerei für Rose geht ihr auf die Nerven, doch dabei ist sie selbst verliebt und nervt Spud damit. Ihre Mutter ist als Pilotin oft beruflich unterwegs, weswegen sie mit ihrer Großmutter zusammenlebt, die man aber nie zu Gesicht bekommt.
Auf ersten Skizzen zur Serie sieht man, dass Jakes beste Freunde ursprünglich Jamal und Brooke heißen sollten. Auch ihr Aussehen war anders: Jamal war ein großer Afroamerikaner und Brooke eine Weiße.
Rose/das Jägergirl
Zu Beginn der Serie ist Rose neu in Jakes Middle-School. Sie ist groß, blond und will sich auf ihre Zukunft vorbereiten. Ihr besonderes Merkmal ist ein drachenförmiger Leberfleck – das Zeichen des Jägerclans – am rechten Handgelenk. Dieses angeborene Zeichen besagt, dass sie eine geborene Drachenjägerin ist.
Wenn sie als Jägergirl arbeitet, ist ihr Gesicht verdeckt. Sie nennt sich dann auch Thorn – wie der Dorn einer Rose. Sie ist kein vollwertiges Mitglied des Clans, doch wenn sie zum vollwertigen Mitglied aufsteigen will, muss sie vorher einen Drachen erlegen. Deshalb ist sie so darauf versessen, im Alleingang gegen den American Dragon zu kämpfen, den sie als ihren Todfeind ansieht. Im Verlauf der Serie zeigt Jake ihr, dass er der Drache ist. Aufgrund dieser Tatsache hat sie ihn noch nicht getötet, es ist jedoch noch offen, ob sie sich für ihn oder für den Jägerclan entscheiden wird.
Man sagte ihr, dass ihre Eltern getötet wurden, als Rose noch sehr klein war, und deshalb wurde sie vom Jägerclan aufgenommen und vom Großen Jäger aufgezogen. Im Verlauf der Serie stellt sich aber heraus, dass Rose direkt nach der Geburt vom Jägerclan entführt wurde und dass sie noch eine Zwillingsschwester hat und ihre Eltern noch am Leben sind. Während der zweiten Staffel werden Jake und Rose ein Liebespaar und sie hilft ihm heimlich den Jägerclan zu vernichten. In der Entscheidungsschlacht opfert sich Rose für Jake, woraufhin er beschließt, magisch ihre Vergangenheit zu ändern. Jake wünscht sich, dass Rose nie entführt worden wäre. Dadurch kann sie in Frieden leben, kennt ihn aber auch nicht mehr. Am selben Tag reist sie nach Hong Kong. Erst in der letzten Folge darf Jake wieder Kontakt mit ihr aufnehmen, da der dunkle Drache stärker als zuvor zurückgekehrt ist und abgesehen von ihr, der „geborenen Drachenjägerin“, niemand „Erfahrung“ mit dem Kampf gegen Drachen hat, obwohl sie streng genommen nie das Jägergirl war. Doch durch ein Foto, das Jake noch von ihnen beiden besitzt, erhält Rose ihre Erinnerungen zurück und kann sich zusammen mit Jake dem dunklen Drachen stellen.
Der Große Jäger
Er ist der Anführer des berüchtigten Jägerclans. Der Jägerclan jagt magische Kreaturen nur des Profits wegen. Sie benutzen die ausgefallenste Technologie, um die magischen Kreaturen zu jagen und zu fangen. Er ist auf dem vierten Platz der Liste der Bedrohungen für die magische Welt.
Sein Gesicht ist hinter einem Drachen-Helm versteckt und man weiß nicht, wer er wirklich ist. In der ersten Staffel wird gezeigt, dass sein Gesicht entstellt oder deformiert ist, aber beim finalen Kampf in der zweiten Staffel verliert er seinen Helm und man erkennt, dass er ein großes Drachenmal hat, das von seiner Brust bis zu seinem Gesicht reicht.
Außer an anderen magischen Kreaturen ist er nur an dem American Dragon interessiert. Er weiß, dass Drachen eine menschliche Geheimidentität haben, doch es ist ihm bisher noch nicht gelungen herauszufinden, welche der American Dragon hat. Im Entscheidungskampf wird er zusammen mit dem gesamten Jägerclan vernichtet und Rose auch.
Drachen hasst er besonders, wie man in einer Folge erfährt, weil er als junges Mitglied des Jäger-Clans vom American Dragon, welcher eine Zeitreise machte, gedemütigt wurde. Durch diesen Vorfall bekam er auch seine tiefe Stimme.

### Nebencharaktere
Haley Long
Jakes sieben Jahre alte kleine Schwester Haley Kay Long spielt gerne Violine und tanzt Ballett und geht auf eine Schule für hochbegabte Kinder, wo diese Begabungen gefördert werden. Sie kann sich in einen rosa Drachen verwandeln (in Staffel 1 in einen lila Drachen), obwohl sie noch zu jung für das Drachentraining ist. Jake findet das unfair, da er erst mit seinem dreizehnten Lebensjahr seine Drachenkräfte bekam. Mit ihren Drachenkräften hilft sie ihrer Mutter im Haushalt. Sie zeigt sich meistens als das brave kleine Mädchen und ärgert gerne ihren großen Bruder mit Hausregeln. Ursprünglich sollte ihr Name Brittany lauten.
Professor Hans Rotwood
Jakes Lehrer für Mythologie will um jeden Preis die Existenz von magischen Kreaturen beweisen. Er wurde aus der Universität geworfen, weil er seine Theorien nie beweisen konnte. Er ist streng und versucht die Fabelwesen biologisch zu erklären. Doch seine Erklärungen sind weit von der Wirklichkeit entfernt. Den Professortitel betont er immer, wenn ihn jemand „Mister“ nennt. Er kommt im Verlauf der Serie hinter Jakes Geheimnis, verbreitet es aber nicht in der Öffentlichkeit. Er scheint allerdings auch unter einigen paranoiden Wahnvorstellungen zu leiden. Man kann ihn gut und gerne als „irrsinnig“ bezeichnen. Im Laufe der Serie wird er sogar Schulleiter der Millard Fillmore Middle School.
Brad Morton
Der Football-Star an Jakes Schule lässt keine Gelegenheit aus, um Jake zu ärgern. Er ist sehr selbstbewusst, aber auch eingebildet und redet von sich selbst oft nur als dem „Bradmeister“ oder „Bradstar“. Im Kampf um Roses Gunst ist er Jakes größter Rivale. Allerdings flirtet er nicht nur mit Rose, sondern auch mit anderen Mädels, die er heiß findet.
Jonathan Long
Jakes und Haleys Vater arbeitet als Vertreter und weiß nichts von den Drachenkräften seiner Kinder und dass seine Frau ebenfalls von Drachen abstammt. Seine Frau Susan Long versucht es ihm seit September 1986 zu erzählen. Ebenso wenig weiß er, dass Fabelwesen versteckt unter den Menschen leben, erfährt es aber in der letzten Folge. Mr Long ist im Gegensatz zu seinen Kindern und seiner Frau kein Chinese, sondern ein typischer Amerikaner.
Susan Long (geborene Shi)
Jakes und Haleys Mutter ist die Tochter des Drachenmeisters Lao Shi. Sie hat keine Drachenkräfte, da ihre Generation übersprungen wurde. Doch ihr ist es trotzdem wichtig, dass Jake und Haley ihre Drachenkräfte kontrollieren können. Ihre Arbeit besteht darin, Caterings zu organisieren. Sie ist mit der magischen Welt vertraut und hat ihrem Mann noch immer nicht erzählt, dass sie von Drachen abstammt.
Eli Excelsio Pandarus
Er ist ein Milliardär und Playboy. Er wird von der Presse der „Magier der Wall Street“ genannt. Allerdings ist Pandarus wirklich ein Zauberer und beherrscht die dunklen Künste. Er ist ein Nachfahre von Pandora und schreckt vor gar nichts zurück, um einmal der mächtigste Zauberer aller Zeiten zu werden.
Der dunkle Drache
Der dunkle Drache ist ein großer schwarzer Drache, der die Menschheit zutiefst verachtet. Man weiß weder um seine menschliche Identität noch aus welchem Land er stammt. Zur Seite stehen ihm dämonische Schatten. Jake Long begegnet ihm erstmals bei der großen Prüfung auf der Insel Draco und konnte ihn erfolgreich bekämpfen, was zuvor nur sein Großvater geschafft hat. Ziel des dunklen Drachen ist die Herrschaft der Zauberwesen über die Welt. Er ist auf Platz eins der Liste der Bedrohungen für die magische Welt. Allerdings wurde er von Jake und all seinen sowohl menschlichen und magischen Freunden besiegt. Außerdem ist seine Partnerin Chang aus dem Weltdrachenrat. Sie wird nach der letzten Folge der ersten Staffel in das magische Gefängnis verbannt, wo sie ziemlich am Schluss der zweiten Staffel mittels eines Chi-Doppelgängers ausbricht und dem Dunklen Drachen zu neuem Leben verhelfen will.
Sun Park
Die Hauswirtschaftslehrerin von Jake, Spud und Trixi entpuppt sich in der zweiten Staffel als der koreanische Drache, die Jakes kleine Schwester in der Drachenkunst ausbildet. Sie ist so gut wie nie böse.
Sara und Kara – Die Orakel-Zwillinge
Sie besitzen die Gabe der Hellseherei. Die Zwillinge stammen vom Orakel von Delphi ab. Sie können es nicht kontrollieren, wann sie Vorahnungen haben werden, und platzen meist damit einfach heraus. Zu Beginn der Serie sind beide rothaarig, in der zweiten Staffel wird Sara blond und Kara bekommt schwarzes Haar.
Sara ist ein fröhliches Mädchen, das die schlechten Dinge voraussehen kann. Sie ist immer gut drauf und betont das Böse so schön, dass man denken könnte, sie würde in die helle Zukunft sehen.
Kara dagegen ist ein trübsinniges Mädchen, das die schönen Dinge voraussehen kann. Sie ist oft schlecht drauf – hauptsächlich aus dem Grund, weil sie sich auf die schönen Dinge nicht mehr freuen kann, die sie vorhersieht – und ihr ist viel egal.
Nigel Thrall
Nigel Thrall ist ein britischer Zauberlehrling, der, als er neu auf Jakes Schule kommt, ihn bloßstellt, woraufhin eine Konkurrenz zwischen den beiden entsteht. Trotz der Meinungsverschiedenheiten vereinen die beiden ihre Kräfte mehrmals, um Bedrohungen abzuwenden.
Die Gorgonschwestern
Die Gorgonen sind Stheno, Euryale, Medusa und die bisher unbekannte 4. Schwester Philathera. Sie besitzen die Fähigkeit, Menschen und Tiere zu hypnotisieren, während Philathera, die erst in der geplanten 3. Staffel auftauchen soll, auch ihre Gestalt wechseln kann.

### Magische Kreaturen
In der Serie erscheinen zahlreiche magische Kreaturen, die aus verschiedenen Mythologien entstammen. Eingeteilt werden können sie in folgende Kategorien:
- Tierwächter (wie Fu Dog)
- Doppelgänger (Klone)
- Kumos
- Drachen
- Fabelwesen (z. B. Einhörner)
- Elfenvolk (z. B. Gnome, Leprechauns, Waldnymphen, Elfen, Kobolde)
- Feenvolk (z. B. Feen, Pixies, Púca, die Zahnfee)
- Humanoide Wesen (z. B. Zyklopen, Dschinns, Riesen, Gorgonen, Harpyen, Yetis, Vampire, Nixen, Werwölfe)
- Goblins, Gremlins, Oger, Trolle und Imps
- Halbwesen (z. B. Arachniden, Zentauren, Chimära, Gargoyles, Greife, Mantikore, Sphinx)
- Meereswesen (z. B. Kelpies, Riesenkraken, Meerjungfrauen, Seeschlangen, Sirenen)

#### Wichtige Kreaturen
Bergtrolle terrorisieren ab und zu mit ihren Motorrädern die andere magischen Wesen. Sie leben in den Bergen und fürchten sich vor Drachen und der Sonne, denn sie erstarren während des Kontakts mit Sonnenlicht zu Stein. Wenn Drachen ihre Mutter beleidigen, greifen sie auch diese an. Seit die beiden sie besiegt haben, haben die Bergtrolle auch vor Trixie und Spud Angst.
Eine Herde von Einhörnern lebt im Central Park. Ihr Horn ist angeblich die härteste Substanz auf Erden und auf dem magischen Schwarzmarkt sehr gesucht.
Elfen sind winzig kleine Wesen mit Flügeln. Sie sind sehr schnell gereizt und ihnen wird rasch übel. Sie leben in kleinen Dörfern versteckt in Wäldern. In der magischen Welt haben sie auch die Arbeit von Postboten.
Greife haben einen adlerartigen Kopf und den Körper eines Löwen. Sie legen nur alle 1000 Jahre ein Ei. Nach dem Schlüpfen des Baby-Greifs schluckt die Mutter es runter. Greifen-Babys leben 1–2 Wochen im Verdauungssystem, danach spuckt die Mutter ihr Baby wieder aus.
Gremlins sind kleine, pelzige Wesen, die alle technischen Dinge auseinandernehmen, um zu sehen, wie sie funktionieren. Die Geräte werden dabei zerstört, weil die Gremlins ihre Zähne benutzen, um alles aufzureißen. Man kann sie nur fangen, wenn man ihnen eine spezielle Aloha-Tanz-Musik vorspielt, bei der sie einschlafen. Kopierer und Faxgeräte können echte Gremlins vervielfältigen und schwarz-weiße Versionen zum Leben erwecken.
Kobolde bewahren einen Topf voller Gold, der Glück bedeutet. Der Schutz dieses Goldes ist für sie das Wichtigste überhaupt.
Kumos sind Riesenspinnen mit sechs Augen. Wenn ihre Beine gebrochen werden, wachsen sie nach. Eli Pandarus setzt sie zum Schutz seines Reichtums ein, weil sie alles durchbrechen können, sogar Einhornhorn.
Meerjungfrauen sehen aus wie junge Frauen, nur haben sie anstatt zwei Beinen eine Flosse. Sie leben im Wasser, können sich aber auch für kurze Zeit an Land aufhalten.
Nixen sehen tagsüber aus wie Menschen. Nachts, wenn der Mond fast am höchsten steht, saugen sie Menschenseelen auf. Steht dann der Mond am höchsten Punkt, verwandeln sie sich in schreckliche Kreaturen. Sie ähneln dann Seeschlangen mit Flügeln.
Oger sind etwa menschengroße Wesen mit einer grünlichen Haut. Einige sind nett, andere sind böse oder lassen sich leicht zu Übeltaten überreden. Sie sind ziemlich stark, aber etwas langsam im Denken.

## Drachenkräfte
Die Aufgabe der Drachen ist es, magische Kreaturen zu beschützen, die versteckt unter den Menschen leben. Sie verfügen über große Körperkraft, können fliegen und jeweils Feuer, Eis, Blitze, Erde oder anderes speien. Sie können auch die Gestalt verändern, was durch spezielle Zauber aktiviert werden muss. Eine weitere Fähigkeit ist die des Erschaffens eines Chidoppelgängers.
Doch gegen Sphinxhaar können Drachen nichts ausrichten. Schon die kleinste Menge lässt die Drachen schwächeln. Auch gegen das härteste Material, Einhornhorn, haben Drachen keine Chance. Außerdem können Drachen kilometerweit hören und haben unglaublich scharfe Augen, mit denen sie sogar einen Schneesturm durchblicken können. Jake kann bei Bedarf auch nur einzelne dieser Fähigkeiten in seiner Menschengestalt aufrufen. Somit kann er einfach Gegner ausfindig machen oder belauschen.

## Der Weltdrachenrat
Der Weltdrachenrat hat die besondere Aufgabe, auch weltweit die magischen Wesen zu bewachen, deswegen hat jeder Drache ein besonderes Beschützergebiet im jeweiligen Land. Der Hauptsitz ist eine verborgene Insel namens Draco, wo auch junge Drachen ausgebildet werden.
Hier sind die wichtigsten Mitglieder des Weltdrachenrats:
Ratsmitglied Lao Chi
Er ist als Drache von China Mitglied des Drachenrats.
Ratsmitglied Jake Long
Er ist als Drache von Amerika Mitglied des Drachenrats. Er ist neben seinem Großvater der einzige Drache, der den dunklen Drachen besiegen konnte.
Ratsmitglied Chang
Sie ist der Drache von Asien. Sie ist konservativ, streng und diszipliniert. Sie findet Jake ziemlich eigensinnig, verantwortungslos und rebellisch. Für sie muss alles nach harten Regeln gehen und bald findet Jake heraus, dass sie mit dem Dunklen Drachen verbündet ist. Davor versucht sie, Jake als Mitglied des Drachenordens zu akzeptieren. Jake hat ihr auch schon das Leben gerettet, als der Jägerclan sie töten wollte.
Ratsmitglied Andam
Er ist der Drache von Kenia. Er beherrscht 500 afrikanische Dialekte, hat einen ausgeprägten Gerechtigkeitssinn und glaubt an die Fähigkeiten von Jake.
Ratsmitglied Kulde
Er ist der Drache von Norwegen. Er schätzt die Fortschritte von Jake und hält ihn für tapfer, geschickt und potentiell. Er kommt auch schon mal auf eine Party von Jake.
Ratsmitglied Omina
Sie ist der Drache von Atlantis.
Ratsmitglied Kukulcán
Er ist der Drache von Guatemala. Sein Name leitet sich von dem Mayagott Kukulcán ab.

## Synchronisation
Die Serie wurde bei der FFS Film- und Fernseh-Synchron in München synchronisiert. Benedikt Rabanus, Kai Taschner und Cornelius Frommann schrieben die Dialogbücher, Rabanus und Frommann führten zudem die Dialogregie.
| Rolle                  | Synchronsprecher | Deutscher Synchronsprecher                            |
| ---------------------- | ---------------- | ----------------------------------------------------- |
| Jake Long              | Dante Basco      | Clemens Ostermann Norman Matt (Gesang)                |
| Großvater (Lao Shi)    | Keone Young      | Osman Ragheb                                          |
| FuDog                  | John DiMaggio    | Reinhard Brock                                        |
| Haley Long             | Amy Bruckner     | Sabine Bohlmann                                       |
| Trixie Carter          | Miss Kitty       | Shandra Schadt                                        |
| Spud                   | Charlie Finn     | Jan Makino                                            |
| Professor Hans Rotwood | Paul Rugg        | Kai Taschner                                          |
| Rose/Jägergirl         | Mae Whitman      | Maren Rainer                                          |
| Großer Jäger           | Jeff Bennett     | Willi Röbke                                           |
| Stacey                 | Tara Strong      | Andrea Wick                                           |
| Brad Morton            | Matt Nolan       | Manuel Straube                                        |
| Eli Excelsio Pandarus  | Jonathan Freeman | Kai Taschner (Staffel 1) Sebastian Schulz (Staffel 2) |
| Der Dunkle Drache      | Paul Rugg        | Kai Taschner (Staffel 1) Willi Röbke (Staffel 2)      |
| Jonathan Long          | Jonathan Freeman | Ulrich Frank                                          |
| Nigel Thrall           | Adam Wylie       | Dirk Meyer                                            |
| Silver                 | Kari Wahlgren    | Kathrin Gaube (Staffel 1) Andrea Wick (Staffel 2)     |

Clemens Ostermann starb am 30. April 2007. Er verlieh noch in allen Folgen Jake seine Stimme. Bei den Disney Channel Games 2007 wurde seine Rolle von Manuel Straube übernommen.

## Episodenliste
| Folge | Staffel – Episode | Produktionscode | Originaltitel                                        | deutscher Titel                                          | Handlung |
| ----- | ----------------- | --------------- | ---------------------------------------------------- | -------------------------------------------------------- | --- |
| 1     | 1.01              | 101             | Old School Training                                  | Der Drachenlehrling                                      | Jake erfährt, dass er ein Drache ist, und muss von seinem Drachenmeister, seinem Großvater, noch viel lernen. In der Schule lernt Jake ein neues Mädchen namens Rose kennen, in die er sich sofort verliebt. |
| 2     | 1.02              | 102             | Shapeshifter                                         | Tarnung ist alles                                        | Jake und Co. schnappen einen Kobold-Agenten, von dem sie erfahren, dass ein mächtiges magisches Relikt – ein Augapfel, der dunkle Mächte in sich hat – vom Jägerclan übergeben werden soll. Jake soll mit einem Verwandlungstrank ermitteln. |
| 3     | 1.03              | 103             | Dragon Breath                                        | Partygroove und Mundgeruch                               | Jake findet kein Mädchen für den Schulball, denn er hat Mundgeruch, weil sich seine Feuerdrüsen ausbilden. Als er auf dem magischen Basar eine Schönheit findet, stellt sich heraus, dass sie eine Nixe ist. |
| 4     | 1.04              | 104, 105        | a: Adventures in Trollsitting b: Fu Dog Takes a Walk | a: Trollbesuch b: Fu Dogs kleiner Ausflug                | a: Jake erlaubt einem Troll, bei ihm zu bleiben, um Schutz vor der Sonne zu finden. Ausgerechnet an dem Tag, an dem Tante Patchouli zu Besuch kommt. b: Fu Dog möchte zu einem magischen Spiel gehen. Doch eine Hundefängerin macht es ihm schwer. |
| 5     | 1.05              | 107             | The Legend of Dragon Tooth                           | Die Legende vom Drachenzahn                              | Doktor Diente, der böse Assistent der Zahnfee, will die Millionen zurückholen, die unter den Kissen von Kindern versteckt wurden. Mit Zahnschergen überwältigt der seine Chefin und muss laut Legende nur noch einen Drachenzahn im Erdreich vergraben |
| 6     | 1.06              | 110, 111        | a: The Egg b: The Heist                              | a: Eiertanz b: Der Magier der Wall Street                | a: Jake muss verhindern, dass der Jägerclan das Ei des Greifen stiehlt, das für seine magische Kraft bekannt ist. b: Der Magier Pandarus hat das Koboldgold gestohlen. Jake und Co. müssen es nun zurückholen. |
| 7     | 1.07              | 108             | The Talented Mr. Long                                | Der talentierte Mr. Long                                 | Die 100 Jahre lang verschollene Waffe namens Taranushis Kelch taucht zufällig in der Talentshow als Siegerpokal auf. Jake muss daran teilnehmen und gewinnen, doch auch Spud möchte der Sieger sein. |
| 8     | 1.08              | 112             | Act 4, Scene 15                                      | Antonius und Kleopatra                                   | Die Drachen kämpfen gegen den Jägerclan um den magischen Skarabäus, denn er kann Tote erwecken lassen. Der Jägerclan will dies nutzen, um die magische Welt auszulöschen. Außerdem spielt Jake die Rolle des Antonius im Stück Antonius und Kleopatra, wo er Rose in der Szene 15 im 4. Akt küssen muss.                                                            |
| 9     | 1.09              | 109             | Professor Rotwood’s Thesis                           | Echte wahre Freunde                                      | Rotwood gelingt es, ein Foto von Jake in Drachengestalt zu machen. Er setzt sogar eine Belohnung aus, um den Drachen zu bekommen. Als die Vase von Trixies Mutter zerbricht, brauchen es die drei erst recht. Trixie und Spud finden Jake in Drachengestalt auf, als er gerade betäubt ist, und verkaufen ihn, da sie nicht wissen, dass es Jake ist, an Rotwood.   |
| 10    | 1.10              | 114             | Body Guard Duty                                      | Was ich vorher nicht weiß, macht mich nachher nicht heiß | Das Oger-Bowl-Spiel steht an. Der Gnom Herbert will sich die Orakel-Zwillinge zunutze machen, um beim Wetten zu siegen. So muss Jake die Zwillinge schützen. Doch bei einer wichtigen Prüfung lässt Jake sie alleine. |
| 11    | 1.11              | 115             | Dragon Summit                                        | Der dunkle Drache                                        | Auf der Insel Draco findet der Welt-Drachen-Gipfel statt. Jake muss drei Prüfungen bestehen, um von seinem Großvater weiter unterrichtet zu werden. Doch in der letzten und wichtigsten Prüfung steht ihm der dunkle Drache im Weg. |
| 12    | 1.12              | 113             | The Long Weekend                                     | Das lange Wochenende                                     | Jake, Trixie, Spud und Mr Long fahren zum Camping nach New Jersey. Dort steht ein Elfendorf, das Jake vor dem Jerseyteufel beschützen muss. |
| 13    | 1.13              | 116, 117        | a: Fu and Tell b: Flight of the Unicorn              | a: Mitbringtag b: Das Einhorn                            | a: In Haleys Schule ist Mitbringtag. Haley nimmt Fu mit, um ihre Rivalin zu schlagen. Denn sie bringt ihre Katze „Ms Tinkels“ mit. Doch in Wahrheit ist es Fus Erzrivalin Yan Yan. b: Jake, Spud und Trixie fahren in einen Freizeitpark. Eine Gruppe von Künstlern hat aber ein echtes Einhorn. Nun müssen Jake, Spud und Trixie es wieder zu ihrer Herde bringen. |
| 14    | 1.14              | 118             | Eye Of The Beholder                                  | Wer ist die Schönste im ganzen Land?                     | Eli Pandarus möchte der mächtigste Zauberer auf der Welt werden. Um das zu schaffen, muss er die Schönste im ganzen Land heiraten. Im „Miss-Zauberwelt-Schönheitswettbewerb“, der von Pandarus veranstaltet wird, soll Fu Dog gewinnen. |
| 15    | 1.15              | 119             | The Ski Trip                                         | Meine Liebste, mein Feind                                | Jakes Klasse fährt ins Skiauslager. Jake will dort Rose gestehen, dass er der American Dragon ist. Aber das Jägergirl ist auch dabei. |
| 16    | 1.16              | 121             | Jake Takes The Cake                                  | Der Teufel im Detail                                     | Jake und Großvater jagen einen Gremlin. Das Tier entkommt und sorgt auf einer Hochzeit für Chaos. |
| 17    | 1.17              | 120             | Ring Around the Dragon                               | Ring frei für den Drachen                                | Der Sohn von zwei Riesen ist weggelaufen. Jake findet heraus, dass der Sohn im Ring auftritt. |
| 18    | 1.18              | 122             | Halloween Bash                                       | Die Halloween-Party                                      | An Halloween feiert Jake eine Party. Überraschenderweise kommt der Drachen-Rat zu besuch. Sie erfahren von Jakes undiszipliniertem Verhalten und nehmen ihm die Kräfte weg. Doch dann wird der Rat vom Jägerclan entführt. |
| 19    | 1.19              | 123             | Keeping Shop                                         | Die Rocker-Trolle                                        | Jake und Großvater fahren ins Trainingslager. Fu, Spud und Trixie passen somit auf den Laden auf. Fu erfährt, dass die Rocker-Trolle auf dem magischen Basar wüten. Nun versuchen sie, die Trolle zu vertreiben. |
| 20    | 1.20              | 124             | The Hunted                                           | Die große Jagd                                           | Der Jägerclan entführt Jake und andere magische Wesen für die große Jagd. Sie entkommen aber und greifen den Clan an. Dabei gesteht Jake Rose/Jägergirl, dass er der American Dragon ist. Rose wechselt die Schule und hinterlässt ein Foto von Jake und ihr. |
| 21    | 1.21              | 125             | Honk Kong Nights                                     | Das magische Tagebuch                                    | Ratsmitglied Chang kommt zu Besuch, um mit Lao Shi den dunklen Drachen zu jagen. Fu erzählt Jake, Spud und Trixie, wie Großvater im Jahr 1972 mit Chang den dunklen Drachen jagte und Fu kennenlernte. |

| Folge | Staffel – Episode | Produktionscode | Originaltitel                  | deutscher Titel                  | Handlung |
| ----- | ----------------- | --------------- | ------------------------------ | -------------------------------- | --- |
| 22    | 2.01              | 201             | Half Baked                     | Das Zauberportal                 | Fu will Jake mit einem Zauberportal helfen, die seit Monaten verschwundene Rose zu finden. Es fehlt nur noch das Krylock-Gift. Jake muss außerdem Muffins für den Schulkarneval backen. Allerdings gelangt das Krylock-Gift in die Muffins anstatt Vanillezucker, und die Menschen verwandeln sich in Krylock-Mutanten.                                                                         |
| 23    | 2.02              | 202             | Hero of the Hourglass          | Die Zeitreise                    | Jake ist es leid, seinem Vater zu verheimlichen, dass sie Drachen sind. So machen Fu und Jake eine Zeitreise ins Jahr 1986, dort möchte er seinem „Vater“ per Brief gestehen, dass Jakes „Mutter“ ein Drache ist. Als er den Brief liest, trennt er sich von seiner zukünftigen Frau und Jake hätte es nie gegeben.                                                                             |
| 24    | 2.03              | 203             | Bring It On                    | Die Gorgonen                     | Rotwood erweckt durch das Umschubsen einer Statue Stheno zum Leben. Sie hypnotisiert die drei arroganten Cheerleaderinnen, darunter auch Spionin Trixie, um ihre Schwestern Euryale und Medusa zu finden. |
| 25    | 2.04              | 204             | The Academy                    | In der Höhle des Löwen           | Die Orakelzwillinge sagen voraus, dass der Jägerclan einen Generalangriff plant. Jake und Spud schmuggeln sich in die Jäger-Academy. Dort treffen sie auf Rose, die strafversetzt wurde. Zusammen versuchen sie an den Hauptcomputer zu kommen. Jake aber wird enttarnt und muss vor Publikum gegen Rose kämpfen.                                                                               |
| 26    | 2.05              | 205             | Family Business                | Familienbande                    | Die Magische Woche will eine Titelstory über Jake schreiben. Doch Haley entdeckt gerade ihre Drachenkräfte und stiehlt ihm die Show. Als Haley ihre Kräfte durch Jake nicht mehr unter Kontrolle hat, wird sie von boshaften Kobolden entführt |
| 27    | 2.06              | 206             | Something Fishy This Way Comes | Fisch ans Werk!                  | Der Kelpie, ein Gestaltenwandler, ist aus dem Gefängnis der Unterwasserstadt der Meerjungfrauen geflohen. Jake verdächtigt Direktorin Derceto; es stellt sich jedoch heraus, dass sie eine Meerjungfrau ist. |
| 28    | 2.07              | 207             | Hairy Christmas                | Haarige Weihnachten              | Jake findet es doof, dass seine Familie die alljährlichen Weihnachtstraditionen ausführt. Als er einen Baby-Yeti rettet, wird ihm klar, dass es wichtig ist, eine Familie zu haben, anstatt sich ihrer zu schämen. |
| 29    | 2.08              | 208             | Breakout                       | Die gute, alte Haut              | Rose will Jake vom Plan des Jägerclans erzählen. Doch er will, da er sich häutet, nicht von Rose gesehen werden. |
| 30    | 2.09              | 209             | The Doppelganger Gang          | Die Doppelgänger-Bande           | Jake bildet von sich selber Doppelgänger, denn er ist überfordert. Ein Doppelgänger aber entpuppt sich als Bösewicht. |
| 31    | 2.10              | 210             | Dreamscape                     | Im Traumreich                    | Jake hatte von Rose ein eigenes Traumarmband bekommen, mit dem er sich mit ihr treffen kann. Jake nutzt diese Kraft, um Lösungen eines anstehenden Testes aus Rotwoods Unterbewusstsein zu klauen. Dabei aber entkommt eine Chimäre, ein Albtraum-Monster, und lässt die Leute schlecht schlafen.                                                                                               |
| 32    | 2.11              | 211             | Fool's Gold                    | Goldrausch                       | Jake gilt als „armer Schlucker“ und wird von Brad gehänselt. Jake arbeitet dann für Kobolde und kriegt als Belohnung Geld, obwohl Großvater ihn warnte. Als die Kobolde einen Aztekenschädel verkaufen, wird Jake klar, dass die Kobolde aus Gier vor nichts zurückschrecken. |
| 33    | 2.12              | 212             | The Love Cruise                | Amors Pfeile                     | Jake lädt Rose zur Liebeskreuzfahrt ein. Aber da Jake von ihr im Drachentraining abgelenkt wird, möchte Jakes Großvater, dass Rose und Jake nur noch ein neutrales Verhältnis haben. Als Jake Rose in der Nähe von Brad sieht, wird er eifersüchtig und schießt Rose mit Amors Pfeilen ab. Da Rose Jake liebte, tritt die Umkehrwirkung ein, und nun hasst Rose ihn wieder.                     |
| 34    | 2.13              | 213             | Feeding Frenzy                 | Familientag                      | Jake nimmt am Familientag teil und hofft auf einen Platz am Erwachsenen-Tisch. Aber Vetter Greggy hat seine Drachenkräfte bekommen, und er darf am Erwachsenen-Tisch sitzen. Es kommt zum Streit. Außerdem versuchen Haimenschen das Festland mit Neptuns Dreizack zu erobern. |
| 35    | 2.14              | 214             | A Befuddled Mind               | Die Büchse der Pandora           | Spud nimmt an einem Intelligenztest teil und scheidet dort so gut ab, dass er in das Manhattan Genie Institut, das MGI, aufgenommen wird. Allerdings will Eli Pandarus durch das MGI ein Genie finden, das den Code für die Büchse der Pandora öffnet. |
| 36    | 2.15              | 215             | The Rotwood Files              | Der Fall Rotwood                 | Jake hasst Rotwood, denn er macht ihn vor der ganzen Schule fertig. So spielt er Rotwood bei der Filmore-Feier einen so üblen Streich, dass er gekündigt wird. Der neue Direktor, Sigmund Brock, war der Lehrer von Rotwood und will das Geheimnis der magischen Welt lüften. |
| 37    | 2.16              | 216             | Haley Gone Wild                | Denn sie weiß nicht, was sie tut | Jake kriegt Hausarrest und darf nicht mit Trixie und Spud zur Comic-Messe gehen. Er überredet Haley ihn zu decken, aber danach benimmt sie sich komisch. |
| 38    | 2.17              | 217             | Switcheroo                     | Du bist ich und ich bin du       | Ein magischer Spiegel vertauscht die Körper von Haley und Jake. Dadurch müssen sie sich in der jeweils anderen Schule zurechtfinden, und es bringt beiden etwas Positives. Allerdings müssen die Körper vor Sonnenuntergang wieder vertauscht werden, sonst bleibt Jake für immer Haley und umgekehrt.                                                                                          |
| 39    | 2.18              | 218             | Homecoming                     | Der Schulball                    | Jake möchte wieder mit Rose zusammen sein. Zufällig werden sie zur Ballkönigin und zum Ballkönig nominiert. Allerdings möchte der Jägerclan seinen Plan zur gleichen Zeit in Wirklichkeit umsetzen. |
| 40    | 2.19              | 219             | A Ghost Story                  | Das Sommercamp                   | Jake, Spud und Trixie arbeiten als Betreuer im Sommercamp. Doch eine Geistergeschichte wird wahr, und Jake muss gegen Geister kämpfen, die die Seelen der Kinder rauben wollen. |
| 41    | 2.20              | 220             | Young at Heart                 | Endlich erwachsen!               | Jake, Spud und Trixie bei einem Kampf gegen ein Monster sind sie von diesem umschlungen worden, danach wurden sie älter, da das Monster die Jugend raubt. Spud und Trixie sind so alt geworden, dass sie ins Altersheim müssen. Als dann auch noch Großvater altert, muss Jake etwas unternehmen.                                                                                               |
| 42    | 2.21              | 221             | Supernatural Tuesday           | Der Zauberlehrling               | Nigel, ein britischer Austauschschüler, stellt Jake in allen Sachen bloß. Jake tritt gegen Nigel bei der Klassensprecherwahl an, dabei entdeckt er, dass Nigel ein Hexenmeister ist. |
| 43    | 2.22              | 222             | Siren Says                     | Sirenenliebe                     | Jake macht bei einer von Trixie und Spud organisierten Auktion mit, bei der Jake ein Date versteigert wird. Die Höchstbietenden sind ein schönes und ein unbeliebtes Mädchen, doch Jake manipuliert die Auktion, um mit den hübschen Mädchen ausgehen zu können. Doch einer von den beiden ist eine Sirene, die Jake schaden will.                                                              |
| 44    | 2.23              | 223             | Shaggy Frog                    | Ein glitschiger Held             | Spud wird von einem magischen Frosch gebissen und verwandelt sich in einen Werfrosch, eine Gestalt aus Mensch und Frosch. Dabei wird er von den übrig gebliebenen Jägern 88 und 89 gejagt. |
| 45    | 2.24              | 224             | Year of the Jake               | Im Jahr des Jake                 | Das chinesische Neujahrsfest steht bevor. Da Jake keine Lust und nicht zugehört hat, passt er auf den Laden auf. Doch er räumt auf, und das Glück zieht aus, und das Pech bleibt im Laden. |
| 46    | 2.25              | 225             | Nobody’s Fu                    | Des Drachen bester Freund        | Jake wird einem neuen magischen Beschützer zur Seite gestellt, wobei die Freundschaft mit Fu auf einen harte Probe gestellt wird. Er lässt sich aber auf die Seite von Chang ziehen, und Jake wird klar, wie wichtig es ist, echte Freunde zu haben. |
| 47    | 2.26              | 226             | Game On                        | Das Spiel des Lebens             | Jake muss auf das neue Werk der Technik-Elfen aufpassen. Es ist eine Art „Controller des Lebens“. Jake nutzt dies und verbessert seine Vergangenheit. Als er richtig faul geworden ist, wird es von Bergkobolden gestohlen und Jake merkt, dass nur ehrliche Erfolge zählen. |
| 48    | 2.27              | 227             | Bite Father, Bite Son          | Bissiger Besuch                  | Jake begleitet seinen Vater für ein Schulprojekt zur Arbeit. Zunächst denkt er, es wird langweilig, doch er findet Gefallen an der Tochter des Firmenchefs. Doch eine Art von Vampir hält Jakes Vater für den American Dragon. |
| 49    | 2.28              | 228             | Magic Enemy #1                 | Feind und Feindesfeinde          | Als Rotwood Jake als allergrößten Freak nominiert, schreibt er Schlimmes über Rotwood in seinem Blog. Zufällig liest dies die halbe magische Welt, worauf Rotwood gejagt wird. |
| 50    | 2.29              | 229             | Furious Jealousy               | Der Liebeszauber                 | Spud ist eifersüchtig, da Stacey sehr viel Zeit mit Nigel verbringt. Um sie zurückzugewinnen, lässt er sich mit Stheno ein, die Stacey hypnotisieren soll. Allerdings will sie wieder mit Medusa und Euryale die Welt beherrschen und den zurzeit übergewichtigen American Dragon vernichten.                                                                                                   |
| 51    | 2.30              | 230             | Being Human                    | Ein ganz normaler Mensch         | Es ist die letzte Woche der Middle-School, und Jake ist mit den Dracheneinsätzen überfordert, denn er wird im Jahrbuch kaum erwähnt. So spielt er dem Weltdrachenrat einen Streich, um die Kräfte an Haley weiterzugeben. Doch Chang taucht auf und will den dunklen Drachen erwachen lassen. Jake merkt, dass Haley noch nicht bereit ist, um die Aufgaben des American Dragons zu übernehmen. |
| 52    | 2.31              | 231             | The Hong Kong Longs            | Die Rückkehr des Dunklen Drachen | Die ganze Familie Long, Spud und Trixie machen in Hong Kong Urlaub. Doch Chang und der Dunkle Drache entführen Großvater. Jake muss Kontakt mit Rose aufnehmen, um ihn zu besiegen und Jakes Großvater zu retten. Außerdem erfährt Mr Long, dass seine Familie Drachen sind. |

## Andere Medien

### Videospiele
- American Dragon: Jake Long – Attack of the Dark Dragon (DS) – Veröffentlicht (EU) 17. Oktober 2006
- American Dragon: Jake Long – Rise of the Huntsclan (GBA) – Veröffentlicht 12. Oktober 2006

### Bücher
- American Dragon Book 1: The Dragon Hunter – Veröffentlicht 1. April 2004
- American Dragon Book 2: The Gnome Eater – Veröffentlicht 1. Mai 2004

## Zusammenhänge mit anderen Disney-Serien
Die meisten Produzenten der Serie arbeiteten auch an der Serie Fillmore! mit, deshalb gibt es einige Zusammenhänge:
- Fillmore-Schöpfer Scott Gimpel schrieb die American Dragon-Folge Die Halloween-Party (Halloween Bash), in welcher Cornelius Fillmore und Ingrid Third auf Jakes Halloween-Party zu sehen sind. In derselben Folge taucht eine Cheerleaderin mit der Uniform aus der Disney-Serie Kim Possible auf, bei der Steve Loter, wie bei American Dragon: Jake Long, mitarbeitet.
- Im Original spricht Wendie Malick sowohl Schulleiterin Principal Folsom als auch Jakes Tante Patchouli.
- Jake geht auf die Millard Fillmore Middle School.

Zudem hatte Jake mit Trixie, Spud, Fu Dog und Lao Shi einen Gastauftritt in der Folge Morpholomäus der Disney-Serie Lilo & Stitch. In einzelnen Folgen hatten auch Charaktere aus Kim Possible, Die Prouds und Disneys Große Pause Gastauftritte in Lilo & Stitch.